# Dãy núi Khentii
Dãy núi Khenti nằm ở phía đông của đất nước thuộc tỉnh lị Õndõrakhaan là nơi sinh ra và an nghỉ cuối cùng của Thiết Mộc Chân (Thành Cát Tư Hãn). Phía đông của dãy núi là phía Tây Bắc của tỉnh Khentii, là ranh giới của tỉnh Khentii và Darkhan-Uul.